# Phyxelididae
Phyxelididae  (лат.) — семейство аранеоморфных пауков из надсемейства Titanoecoidea. Насчитывают 54 вида, объединяемых в 12 родов. Распространены в Восточной и Южной Африке, на Кипре, в Турции и Индонезии.

## Список родов
- Ambohima Griswold, 1990 — Мадагаскар
- Kulalania Griswold, 1990 — Кения
- Lamaika Griswold, 1990 — Южная Африка
- Malaika Lehtinen, 1967 — Южная Африка
- Matundua Lehtinen, 1967 — Южная Африка
- Namaquarachne Griswold, 1990 — Южная Африка
- Phyxelida Simon, 1894 — Африка, Мадагаскар, Кипр, Турция
- Pongolania Griswold, 1990 — Южная Африка
- Themacrys Simon, 1906 — Южная Африка
- Vidole Lehtinen, 1967 — Южная Африка
- Vytfutia Deeleman-Reinhold, 1986 — Суматра, Борнео
- Xevioso Lehtinen, 1967 — Африка